# Insurrection du 1er prairial an III

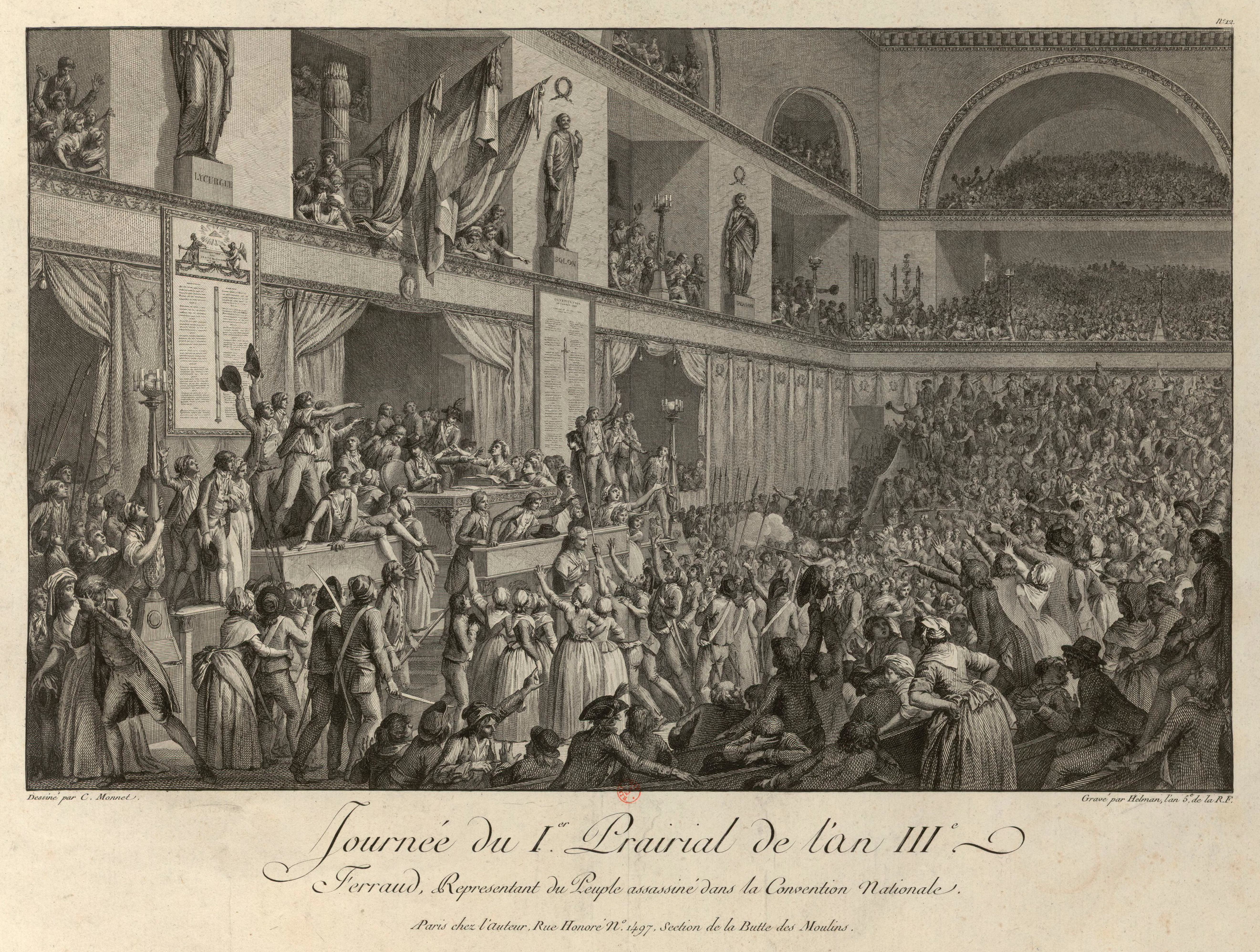
Journée du 1er prairial de l'an IIIe, gravé par Helman d'après Monnet.
Estampe, Paris, BnF, département des estampes, 1796.

 (avril 2017).
L'insurrection du 1er prairial an III (20 mai 1795) est une révolte d’habitants des faubourgs de Paris contre la Convention nationale, qui revendiquent à la fois des mesures frumentaires et la mise en place d'un gouvernement révolutionnaire qui applique la constitution du 24 juin 1793. L'insurrection, au terme de laquelle le député Jean-Bertrand Féraud est assassiné, se solde par un échec.

## Insurrection
Le 1er prairial an III (le 20 mai 1795), les habitants des faubourgs Saint-Antoine et Saint-Marcel investissent la Convention nationale pour réclamer « du pain et la constitution de l'an I, ».
Jean-Bertrand Féraud (député des Hautes-Pyrénées, Plaine), qui est notamment chargé de contrôler l'arrivage des subsistances dans Paris, est assassiné par les émeutiers en tentant de les empêcher de se rendre à la tribune. Sa tête est tranchée, placée au bout d'une pique et présentée à François-Antoine Boissy-d'Anglas (député de l'Ardèche, Plaine) qui a remplacé Théodore Vernier (député du Jura, Girondin) au fauteuil de président. Boissy-d'Anglas salue la tête du député assassiné, se rassoit et se couvre, et refuse de céder aux revendications des émeutiers.
Dans la nuit du 1er au 2 prairial (du 20 au 21 mai), la garde nationale et les troupes commandées par les généraux Jacques-François Menou et Joachim Murat, et par les députés François Bergoeing (député de la Gironde, Girondin) et Augustin de Kervélégan (député du Finistère, Girondin) libèrent la Convention et rétablissent l'ordre. Les sections sont désarmées après l'insurrection du 1er prairial, qui apparaît comme la dernière insurrection populaire de la Révolution française, voire comme la dernière jusqu'à la révolution de Juillet (1830),.
Au terme de l'insurrection, quatorze députés qui siègent parmi les « derniers Montagnards » sont décrétés d'arrestation :
- Jean-Louis Albitte (député de Seine-Inférieure)
- Jean Borie (député de la Corrèze)
- Pierre Bourbotte (député de l'Yonne)
- Jean-Michel Duroy (député de l'Eure)
- Ernest Duquesnoy (député du Pas-de-Calais)
- Joseph-Pierre-Marie Fayau (député de la Vendée)
- Jean-Marie Goujon (député de Seine-et-Oise)
- Jean-Baptiste Le Carpentier (député de la Manche)
- Jean-Pascal de Peyssard (député de la Dordogne)
- Jacques Pinet (député de la Dordogne)
- Pierre-Louis Prieur (député de la Marne)
- Gilbert Romme (député du Puy-de-Dôme)
- Philippe Rühl (député du Bas-Rhin)
- Pierre-Amable de Soubrany (député du Puy-de-Dôme)

Jean-Baptiste Louvet (député du Loiret, Girondin) rend compte de l'évènement dans sa correspondance avec Mathieu Villenave. Le 14 prairial (2 juin), il prononce l'oraison funèbre de Féraud.
Dans leurs mémoires rédigés au dix-neuvième siècle, d'anciens conventionnels Marc Antoine Baudot (député de Saône-et-Loire, Montagnard) ou Louis-Marie de La Révellière-Lépeaux (député du Maine-et-Loire, Gironde) affirment que Féraud a été assassiné par méprise, ayant été confondu avec son collègue et paronyme Louis Fréron. L'historien Albert Mathiez réfute cette théorie : « Féraud était haï du peuple de Paris parce qu'il était charge, avec Barras et Rouyer, du service du ravitaillement » et parce qu'il « avait tenu tête aux insurgés et s'était battu avec eux ». L'historien Pierre Serna abonde également en ce sens : « Le peuple en colère n’a pas tué au hasard. Féraud, ce jour-là, non seulement multiplie les coups de main et de poings contre les émeutiers, [...] mais de plus, il est bien connu de la foule parisienne, pour son rôle dans la police d’approvisionnement de Paris dont il a en partie la charge, [...] ce qui le rend détestable ».

## Représentation dans les arts

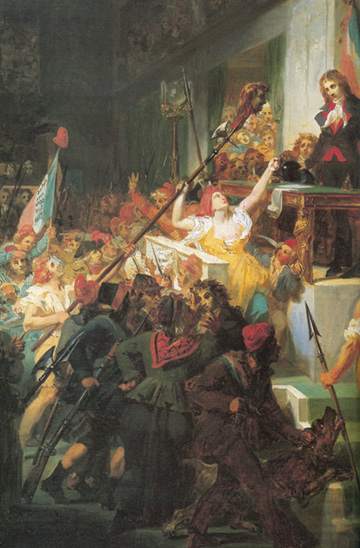
Le président de la Convention, Boissy d'Anglas, salue les restes du député Jean Bertrand Féraud, mutilé par les sans-culottes.

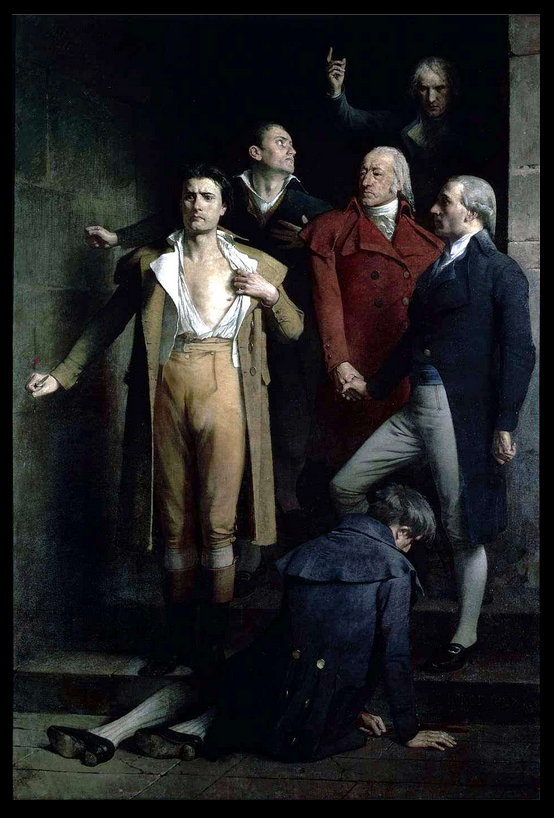
Charles Ronot, Les Derniers Montagnards, 1882,
(musée de la Révolution française).

### Peinture
Le 30 septembre 1830, sous la monarchie de Juillet, François Guizot, alors ministre de l'Intérieur, organise un concours de peinture visant à décorer le palais Bourbon d'un triptyque. L'un des trois sujets proposé est Boissy d’Anglas tenant tête à l’émeute.
Cinquante-trois peintres répondent au concours et treize toiles demeurent encore référencées. Parmi elles : 
- Félix Auvray, Boissy d’Anglas salue la tête du Député Féraud à la Convention (Valenciennes, musée des Beaux-Arts).
- Joseph-Désiré Court, Boissy d'Anglas saluant la tête du député Féraud (Rouen, musée des Beaux-Arts).
- Eugène Delacroix, Boissy d'Anglas à la Convention (Bordeaux, musée des Beaux-Arts).
- Alexandre-Évariste Fragonard, Boissy d'Anglas saluant la tête du député Féraud (Paris, musée du Louvre).
- Charles Fournier des Ormes, Boissy d'Anglas, président de la Convention, saluant la tête du député Féraud (Vizille, musée de la Révolution française).
- Pierre-Jules Jollivet, Boissy d’Anglas saluant la tête du député Féraud, le Ier prairial an III (Saint-Quentin, musée Antoine-Lécuyer).
- Nicolas Sébastien Maillot, Boissy-d'Anglas à la Convention (Reims, musée des Beaux-Arts).
- Adolphe Roehn, Boissy d'Anglas, présidant la séance de la Convention du 1er prairial an III, salue la tête de Féraud, député des Hautes Pyrénées (Tarbes, musée Massey).
- Joseph-Auguste Tellier, Boissy d'Anglas saluant à la tribune de la Convention la tête du député (Versailles,Château de Versailles).
- Auguste Vinchon, Boissy d'Anglas saluant la tête du député Féraud (Annonay, salle des mariages de l'hôtel de ville). C'est ce tableau qui remporte le concours, mais le tableau n'est pas exposé au palais Bourbon.

Un autre tableau, de Charles Ronot (1820-1895), Les Derniers Montagnards, réalisé en 1882, représente les suicides ou tentatives de suicide héroïques des six députés condamnés à la guillotine, le 17 juin 1795, pour avoir soutenu l'insurrection : Romme, Goujon, Duquesnoy, Bourbotte, Duroy et Soubrany.

### Littérature
En 1869 dans un roman inachevé, resté longtemps inédit, Le Chevalier de Sainte-Hermine, Alexandre Dumas père brode en inversant les données politiques. Sous Napoléon des martyrs se suicident collectivement selon le même mode opératoire que ceux de l'an III pour échapper à la condamnation à mort : mais ce sont des chouans contre-révolutionnaires.